# Marian Daniluk

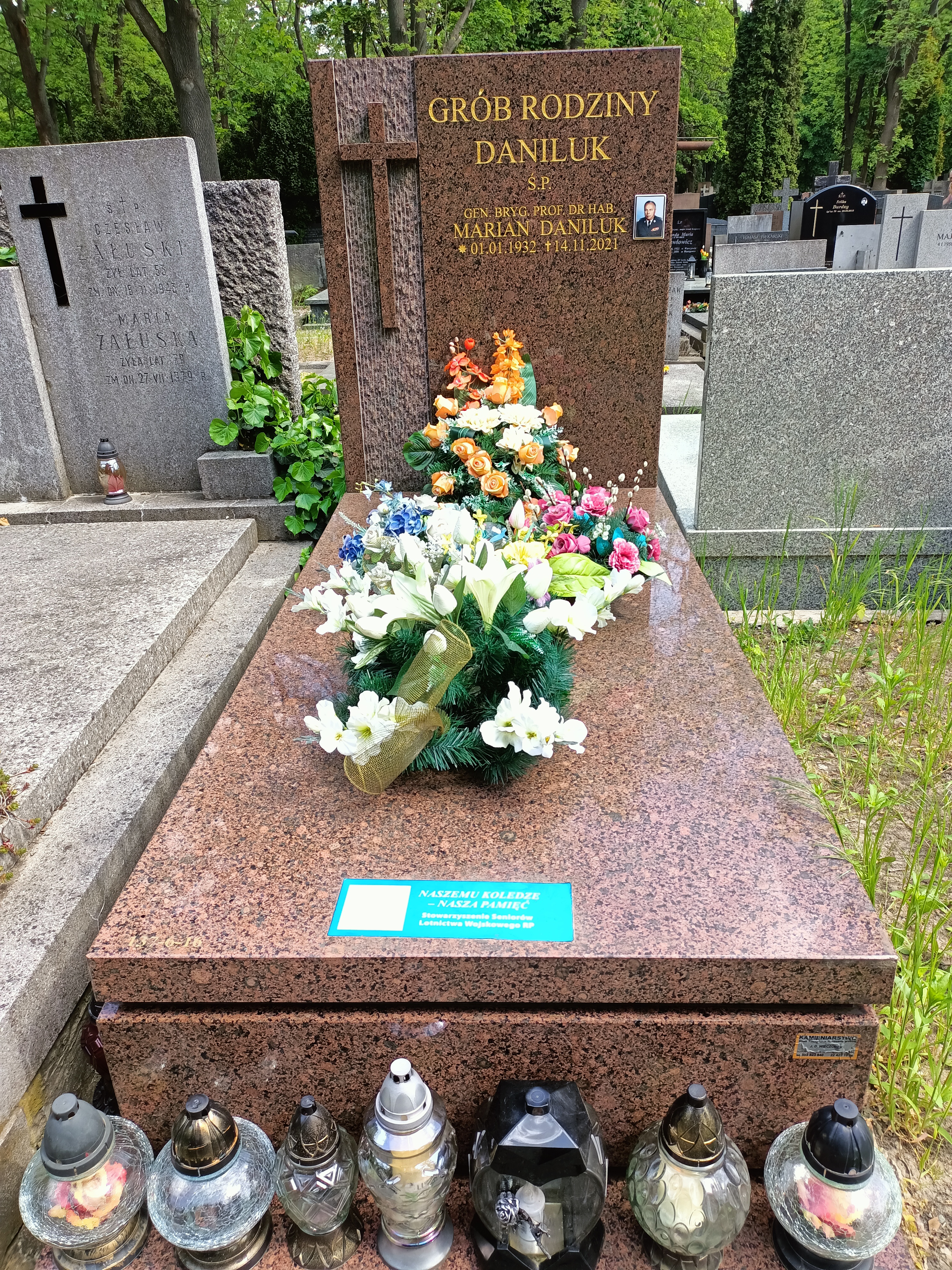
Grób Mariana Daniluka na Cmentarzu Powązkowskm

Marian Zygmunt Daniluk (ur. 1 stycznia 1932 w Przechodzisku, zm. 14 listopada 2021 w Warszawie) – generał brygady WP, profesor nauk ekonomicznych.

## Życiorys
Po ukończeniu szkoły średniej w Międzyrzeczu Podlaskim 1950–1954 studiował na Wydziale Ekonomiki Przemysłu Wyższej Szkoły Ekonomicznej we Wrocławiu, po czym rozpoczął służbę w WP jako podporucznik. W 1959 ukończył studia magisterskie w Szkole Głównej Planowania i Statystyki w Warszawie. Od 1967 zastępca szefa, a 1970–1974 szef oddziału w Zarządzie Planowania Materiałowego Sztabu Generalnego WP. Od 1970 doktor nauk ekonomicznych, od 1975 docent Wydziału Nauk Ekonomicznych Uniwersytetu Warszawskiego. Autor wielu artykułów z dziedziny ekonomiki obrony i wydatków wojskowych. Od 1976 doktor habilitowany, od 1988 profesor nadzwyczajny nauk ekonomicznych. 1978–1985 wicedyrektor Zespołu Pionu Wojskowego w Komisji Planowania przy Radzie Ministrów. 19 grudnia 1985 – 30 marca 1993 szef Zarządu VIII Sztabu Generalnego WP. Jesienią 1987 mianowany generałem brygady; nominację wręczył mu w Belwederze przewodniczący Rady Państwa PRL gen. armii Wojciech Jaruzelski. Od 1993 w stanie spoczynku.
Pochowany na Cmentarzu Powązkowskim w Warszawie.

## Publikacje
- Rachunek ekonomiczny w zarządzaniu obronnym (1974)
- Wydatki wojskowe we współczesnym świecie (1980)
- Gospodarka pokojowa a wojna (1984)
- Analiza sektorowa konwersji przemysłu zbrojeniowego w Polsce (1999)
- Podstawy finansów (podręcznik akademicki) (2005)

## Odznaczenia
- Krzyż Oficerski Orderu Odrodzenia Polski (1990)
- Krzyż Kawalerski Orderu Odrodzenia Polski (1977)
- Złoty Krzyż Zasługi (1970)
- Złoty Medal „Siły Zbrojne w Służbie Ojczyzny” (1968)
- Srebrny Medal „Siły Zbrojne w Służbie Ojczyzny”
- Złoty Medal „Za zasługi dla obronności kraju” (1980)
- Srebrny Medal „Za zasługi dla obronności kraju”
- Brązowy Medal „Za zasługi dla obronności kraju”
- Złota Odznaka Honorowa Polskiego Towarzystwa Ekonomicznego (1980)
- Srebrna Odznaka „Za zasługi dla finansów PRL” (1975)
- Nagroda Ministra Obrony Narodowej III stopnia w dziedzinie nauk społecznych i ekonomicznch za pracę Rachunek ekonomiczny w zarządzaniu obronnym (1974)[2]